# Никита Сергеев
Никита Сергеев е руски футболист, защитник на българския ПФК Славия (София). Играе предимно в центъра на отбраната, но може да действа като ляв бек и опорен халф.

## Кариера
Сергеев започва кариерата си в школата на Динамо Москва. Записва 84 мача и 4 гола за младежката формация на „синьо-белите“. След като не му е даден шанс в мъжкия тим, Никита преминава във ФК Калуга в Руска втора дивизия. За половин сезон изиграва 12 срещи в първенството. През 2015 г. подписва с Волга Твер, но в края на годината решава да не поднови контракта си, за да пробва силите си на по-високо ниво.
В началото на 2016 г. Александър Тарханов кани Сергеев на проби в „Славия“. След няколко изиграни контроли Никита е одобрен и подписва договор с „белите“.